# Petar Derikonjić
Petar Derikonjić (19 novembre 2001) è un giocatore di football americano serbo, che gioca nel ruolo di defensive lineman per i Beograd Vukovi.